# Nokia C6-00
Nokia C6-00 este un smarthone 3G creat de Nokia. C6-00 a avut prezentarea oficială pe 13 aprilie 2010 alături de C3 și E5.
C6 are dimensiuni similare și un stil similar ca dispozitivul N97 Mini. Îi lipsește ecranul Flip-up, dar are o tastatura slide-out QWERTY, un ecran tactil rezistiv care rulează sistem de operare Symbian. Sub ecran sunt trei butoane într-un rând - tasta de meniu din mijloc, tasta de acceptare și respingere apel. 
Capacul slotului microSD de pe stânga, dar clapeta de portul microUSB pe partea de sus. 
În partea de sus se găsește mufa audio standard de 3.5 mm.
Partea dreapta are rocker-ul de volum, cursorul de blocare și tasta camerei.
În partea de jos avem portul de încărcare și microfonul. 
După glisarea tastaturii se observă tastaura QWERTY și un D-pad în stânga tastaturii.
C6 are camera de 5 megapixeli cu un blițz LED și focalizare automată. Cu o distanță minima de focalizare de 10 cm și o diafragmă maximă de F2.4. Camera înregistrează clipuri VGA cu rezoluția la 30 fps cu zoom digital este posibil în timpul de capturării video. Camera secundară este QVGA pentru apeluri video.
Procesorul este ARM 11 tactat la 434 MHz alături de 128 MB RAM, 512 MB ROM și memoria internă de 240 MB în plus suportă card microSD de până la 16 GB.
Are Wi-Fi 802.11 b/g, Bluetooth 2.0 cu A2DP, microUSB 2.0, radio FM cu RDS, HSDPA, A-GPS.
C6 are un receptor încorporat GPS care funcționează în tandem cu aplicația Ovi Maps. Ovi Maps oferă gratuit complet, navigarea turn-by-turn pentru durata de viață a dispozitivului. 
Browser-ul implicit are derulare cinetică, dublu-tap-to-zoom și suport pentru Flash Lite.
Nokia C6-00 vine cu numai câteva aplicații preinstalate World Traveler oferă informații despre vreme, cursuri valutare și o hartă a lumii. Există și aplicații pentru Facebook, MySpace, Shazam, Friendster și Hi5.
Are un acumulator BL-4J de 1020 mAh Li-Ion care suportă convorbiri până la 11 ore și până la 400 ore de standby.